# Lystra pulverulenta
Lystra pulverulenta är en insektsart som först beskrevs av Olivier 1791.  Lystra pulverulenta ingår i släktet Lystra och familjen lyktstritar. Inga underarter finns listade i Catalogue of Life.